# 浜田川 (島根県)
浜田川（はまだがわ）は、島根県西部の浜田市を流れ日本海に注ぐ河川。二級水系の本流である。

## 地理
島根県浜田市金城町の雲城山（標高667m）に源を発し、旧金城町を上来原川、青原川等が合流しながら国道186号に沿って北流したのち、北西に流れを変えて山間を抜け、浜田ダムにおいて中筋川が合流する。
その後、浜田市河内町で山間部を抜け、再度国道186号に沿って浜田市の中心市街地に入り、やや西に流れを変える。
市街地中心部では今井迫川、高佐川、浅井川を合流したのちに松原湾（日本海）に注ぐ。

## 治水事業の沿革
1943年（昭和18年）9月、1944年（昭和19年）9月ともに台風による洪水により堤防が破堤、市街地全域で浸水被害が発生した。
この後、災害復旧が1948年（昭和23年）に完了したが、1954年（昭和29年）、1958年（昭和33年）の浜田市水害と梅雨前線の集中豪雨による度重なる洪水が発生し浸水被害を受けた。
このような状況から、1959年（昭和34年）から河道改修とダム事業に着手し、1963年（昭和38年）に浜田ダムが完成した。
ところが、1983年（昭和58年）7月の昭和58年7月豪雨、1988年（昭和63年）7月の昭和63年7月豪雨と計画高水流量を超える洪水により水禍に見舞われた事から、1983年（昭和58年）に工事実施基本計画を策定、1996年（平成8年）に高水流量を改訂した。この工事実施基本計画は1999年（平成11年）の河川整備基本方針にそのまま引き継がれる事となる。
1993年（平成5年）より始まった浜田川総合開発事業は、第二浜田ダム建設工事は2016年（平成28年）7月に完成、浜田ダム再開発工事は2020年（令和2年）4月に完成した。

## 支流
- 上来原川
- 青原川
- 赤谷川
- 東中筋川
- 中筋川
- 細谷川
- 大谷川
- 上山川
- 高佐川
- 今井迫川
- 浅井川

## 流域の自治体
島根県
浜田市

## 河川施設
- 浜田ダム（島根県浜田市三階町、河内町：発電、治水）
- 第二浜田ダム（島根県浜田市三階町、河内町：治水）

## 並行する交通

### 道路
- 国道186号